# Herb gminy Pałecznica
Herb gminy Pałecznica – jeden z symboli gminy Pałecznica, ustanowiony 27 lutego 2006.

## Wygląd i symbolika
Herb przedstawia na tarczy w polu niebieskim en face postać świętego Jakuba Starszego stojącego w obuwiu na ziemi, ubranego w długą szatę do stóp, z muszlą w prawej i laską w lewej ręce oraz w kapeluszu na głowie i ze złotym nimbem. Aureola, płaszcz, laska, ziemia w kolorze złotym, kapelusz, twarz, muszla, suknia, obuwie w kolorze białym. Herb nawiązuje do patrona miejscowego kościoła pw. św. Jakuba Apostoła.